# MDR-6
MDR-6, później Cze-2 (ros. МДР-6, Че-2) – radziecka łódź latająca zaprojektowana przed wybuchem II wojny światowej w biurze konstrukcyjnym OKB Czetwierikowa. Wykorzystywana przez radzieckie wojskowe lotnictwo morskie podczas wojny oraz po jej zakończeniu.

## Historia

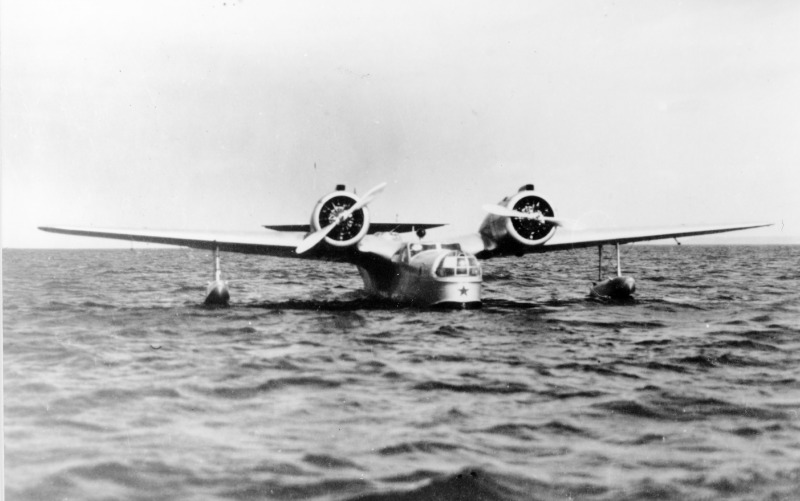
MDR-6

Na początku lat 30. XX wieku radziecka marynarka opracowała wymagania techniczne na nowy, morski samolot patrolowy dalekiego zasięgu. Do realizacji projektu przystąpiło biuro konstrukcyjne Tupolewa, które zaprojektowało i zbudowało samolot oznaczony jako ANT-27 (MDR-4). Dwa pierwsze prototypy konstrukcji Tupolewa uległy rozbiciu podczas prób co zmniejszyło szanse na szybkie wprowadzenie samolotu do służby. W zaistniałej sytuacji w 1935 roku do pracy przystąpiło biuro konstrukcyjne OKB Czetwierikowa, które zaprojektowało samolot MDR-6. Początkowo maszyna napędzana była dwoma silnikami M-25, zmienionymi później na M-62, aby ostatecznie w samolocie będącym wzorem dla produkcji seryjnej użyć silników M-63. Samolot podczas swojej służby był wielokrotnie modyfikowany. W 1940 roku rozpoczęto próby wersji MDR-6 A, która miała skrzydła o zmienionym kształcie i o zmniejszonej powierzchni nośnej o 11,4 m², pływaki podskrzydłowe były wciągane w locie. Podczas prób samolot osiągnął prędkość maksymalną 454 km/h i zasięg 2000 km. W 1941 r. ukończono wersję MDR-6 B-1, z silnikami M-105 A o mocy po 770 kW. W 1943 r. powstała wersja MDR-6 B2 z silnikami rzędowymi M-105, wersja ta osiągnęła zasięg lotu do 3000 km. W maju 1944 r. wystartowała kolejna wersja oznaczona MDR-6 B4 z silnikami WK-107, a rok później ostatnia wersja MDR-6 B5 z silnikami WK-107 A o mocy 1215 kW. Prędkość maksymalna wzrosła do 455 km/h, uzbrojenie składało się z jednego stałego i dwóch ruchomych działek lotniczych kalibru 20 mm, udźwig bomb wzrósł do 1000 kg. Samolot przy prędkości przelotowej mógł osiągnąć maksymalny zasięg 3000 km. Maszyna używana była do lat 50. a doświadczenia uzyskane w trakcie jej eksploatacji wpłynęły na konstrukcję innych radzieckich łodzi latających, między innymi samolotu Be-6.

## Konstrukcja

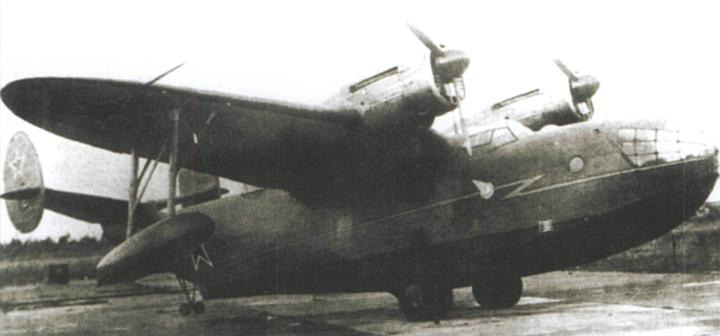
MDR-6

MDR-6 był pięciomiejscowym, metalowym wodnosamolotem z powierzchniami sterowymi i spływem skrzydeł pokrytych płótnem, napędzanym dwoma silnikami gwiazdowymi M-63. Skrzydła z dodatnim wzniosem, tuż przy kadłubie wygięte do dołu. Pływający kadłub z dwoma pływakami zamontowanymi pośrodku płatów. Uzbrojenie strzeleckie zamontowane na dwóch stanowiskach strzeleckich, jedno na dziobie samolotu, drugie w obrotowej wieżyczce na górnej części kadłuba za skrzydłami. Samolot mógł przenosić do 600 kg bomb, bomb głębinowych lub torped.